# ちきゅうをみつめて
『ちきゅうをみつめて』は、2011年に日本科学未来館が企画・制作した、プラネタリウム向け全天周映画作品。

## 概要
炭素循環の科学的知見をベースに、地球と生命、そして私たち人間の関係をテーマにしたストーリーが展開される、ファミリー向けのアニメーション作品。
宇宙で生まれたZ原子（炭素原子）を追いかけて地球にやってきた宇宙人によって、主人公の少女ナオコのまわりでは奇妙なできごとが起こり始める。ナオコは何度か不思議な映像に遭遇しながら、自分とほかの生物とを結ぶ大事なものに気づいていく。没入感あふれるドーム映像と音楽によって、地球と私たちを別の角度からみつめていく。

## 上映館
- 日本科学未来館
- サイエンスドーム八王子
- 富士川楽座
- あすたむらんど徳島

## スタッフ
- アニメーション製作：日本アニメーション

- キャラクター原案: 佐藤好春